# Liste der schwedischen Regierungen
Die Liste der schwedischen Regierungen führt alle Regierungen (Regeringen) des Königreich Schweden seit 1876 auf.
1876 wurde das Amt des Ministerpräsidenten eingeführt. Bis 1917 ernannte der König die Regierung unabhängig vom Parlament, danach musste er den Ministerpräsidenten unter Berücksichtigung der Mehrheitsverhältnisse im Parlament ernennen. Seit 1974 schlägt der Sprecher des Reichstags den Ministerpräsidenten vor.

## Liste der Regierungen

### Vereinigtes Königreich von Norwegen und Schweden (1876–1905)
FKPP = Första kammarens protektionistiska parti (Protektionistische Fraktion in der Ersten Kammer von 1888 bis 1911, Vorläufer der Moderaten)
LP = Lantmannapartiet (konservative Fraktion in der Zweiten Kammer von 1867 bis 1912, von 1888 bis 1895 in eine protektionistische und eine Freihandels-Fraktion gespalten, Vorläufer der Moderaten)
LS = Liberala samlingspartiet (Liberale Partei von 1900 bis 1924, spaltete sich aufgrund der Alkoholverbotsfrage in die FF und SLP)
| Nr. | Regierung                   | Amtsantritt        | Ministerpräsident                   | Parteien    | Parlamentswahl            |
| --- | --------------------------- | ------------------ | ----------------------------------- | ----------- | ------------------------- |
| 1   | Regierung de Geer den äldre | 20. März 1876      | Louis de Geer den äldre (parteilos) |             | 1875, 1878                |
| 2   | Regierung Posse             | 19. April 1880     | Arvid Posse (LP)                    |             | 1881                      |
| 3   | Regierung Thyselius         | 13. Juni 1883      | Carl Johan Thyselius (parteilos)    |             |                           |
| 4   | Regierung Themptander       | 16. Mai 1884       | Robert Themptander (parteilos)      |             | 1884, 1887 (I), 1887 (II) |
| 5   | Regierung Gillis Bildt      | 6. Februar 1888    | Gillis Bildt (parteilos)            | FKPP        |                           |
| 6   | Regierung Åkerhielm         | 12. Oktober 1889   | Gustaf Åkerhielm (FKPP)             | FKPP        | 1890                      |
| 7   | Regierung Boström I         | 10. Juli 1891      | Erik Gustaf Boström (FKPP/LP)       | FKPP/LP     | 1893, 1896, 1899          |
| 8   | Regierung von Otter         | 12. September 1900 | Fredrik von Otter (parteilos)       | FKPP/LP     |                           |
| 9   | Regierung Boström II        | 5. Juli 1902       | Erik Gustaf Boström (FKPP/LP)       | FKPP/LP     | 1902                      |
| 10  | Regierung Ramstedt          | 14. April 1905     | Johan Ramstedt (parteilos)          | FKPP/LP     |                           |
| 11  | Regierung Lundeberg         | 2. August 1905     | Christian Lundeberg (FKPP/LP)       | FKPP/LP, LS |                           |

### Königreich Schweden (seit 1905)
AVF, M = Allmänna Valmansförbundet (Vereinigung verschiedener konservativer Gruppen ab 1904), Högern (ab 1938), Högerpartiet (ab 1952), Moderata samlingspartiet (ab 1969)

S = Sveriges socialdemokratiska arbetareparti (Sozialdemokraten, seit 1889)

NP = Första kammarens nationella parti (Nachfolger der FKPP von 1912 bis 1935)

FF = Frisinnade folkpartiet (Anti-prohibitionistische liberale Partei 1924 bis 1934)

SLP = Sveriges liberala parti (Pro-prohibitionistische liberale Partei 1924 bis 1934)

B, C = Bondeförbundet (ab 1912), Centerpartiet (ab 1958, bäuerlich-liberale Partei)

FP, L = Folkpartiet (ab 1934, Fusion aus FF und SLP), Folkpartiet Liberalerna (ab 1990), Liberalerna (ab 2015)

KDS, KD = Kristen demokratisk samling (ab 1964), Kristdemokraterna (ab 1996, christdemokratische Partei)

V = Vänsterpartiet (Linkspartei, seit 1990, Nachfolger der Kommunistischen Partei Schwedens)
| Nr. | Regierung                    | Amtsantritt        | Ministerpräsident                   | Parteien a       | Sitzverhältnis Reg.:Tol.:Opp. | Parlamentswahl |
| --- | ---------------------------- | ------------------ | ----------------------------------- | ---------------- | ----------------------------- | -------------- |
| 12  | Regierung Staaff I           | 7. November 1905   | Karl Staaff (LS)                    | LS               | (Mind.)                       | 1905           |
| 13  | Regierung Lindman I          | 29. Mai 1906       | Arvid Lindman (AVF)                 | AVF              | (Mind.)                       | 1908           |
| 14  | Regierung Staaff II          | 7. Oktober 1911    | Karl Staaff (LS)                    | LS, (S)          | 101:64:65                     | 1911           |
| 15  | Regierung Hammarskjöld       | 17. Februar 1914   | Hjalmar Hammarskjöld (parteilos)    |                  |                               | 1914           |
| 16  | Regierung Swartz             | 30. März 1917      | Carl Swartz (NP)                    | NP, AVF          | 86:0:144                      |                |
| 17  | Regierung Edén               | 19. Oktober 1917   | Nils Edén (LS)                      | S, LS            | 148:0:82                      | 1917           |
| 18  | Regierung Branting I         | 10. März 1920      | Hjalmar Branting (S)                | S                | 75:0:155                      |                |
| 19  | Regierung De Geer den yngre  | 27. Oktober 1920   | Louis De Geer den yngre (parteilos) | AVS              | 71:0:159                      | 1920           |
| 20  | Regierung von Sydow          | 23. Februar 1921   | Oscar von Sydow (parteilos)         | AVS              | 71:0:159                      |                |
| 21  | Regierung Branting II        | 13. Oktober 1921   | Hjalmar Branting (S)                | S                | 93:0:137                      | 1921           |
| 22  | Regierung Trygger            | 19. April 1923     | Ernst Trygger (AVS)                 | AVS              | 62:0:168                      |                |
| 23  | Regierung Branting III       | 14. Oktober 1924   | Hjalmar Branting (S)                | S                | 104:0:126                     | 1924           |
| 24  | Regierung Sandler            | 24. Januar 1925    | Rickard Sandler (S)                 | S                | 104:0:126                     |                |
| 25  | Regierung Ekman I            | 7. Juni 1926       | Carl Gustaf Ekman (FF)              | FF, SLP          | 33:0:197                      |                |
| 26  | Regierung Lindman II         | 2. Oktober 1928    | Arvid Lindman (AVF)                 | AVF              | 73:0:157                      | 1928           |
| 27  | Regierung Ekman II           | 7. Juni 1930       | Carl Gustaf Ekman (FF)              | FF               | 28:0:202                      |                |
| 28  | Regierung Hamrin             | 6. August 1932     | Felix Hamrin (FF)                   | FF               | 28:0:202                      |                |
| 29  | Regierung Hansson I          | 24. September 1932 | Per Albin Hansson (S)               | S                | 104:0:126                     | 1932           |
| 30  | Regierung Pehrsson-Bramstorp | 19. Juni 1936      | Axel Pehrsson-Bramstorp (B)         | B                | 36:0:194                      |                |
| 31  | Regierung Hansson II         | 28. September 1936 | Per Albin Hansson (S)               | S, B             | 148:0:82                      | 1936           |
| 32  | Regierung Hansson III        | 13. Dezember 1939  | Per Albin Hansson (S)               | S, AVS, B, FP    | 219:0:11                      |                |
| 32  | Regierung Hansson III        | 13. Dezember 1939  | Per Albin Hansson (S)               | S, AVS, B, FP    | 227:0:3                       | 1940           |
| 32  | Regierung Hansson III        | 13. Dezember 1939  | Per Albin Hansson (S)               | S, AVS, B, FP    | 215:0:15                      | 1944           |
| 33  | Regierung Hansson IV         | 31. Juli 1945      | Per Albin Hansson (S)               | S                | 115:0:115                     |                |
| 34  | Regierung Erlander I         | 11. Oktober 1946   | Tage Erlander (S)                   | S                | 115:0:115                     |                |
| 34  | Regierung Erlander I         | 11. Oktober 1946   | Tage Erlander (S)                   | S                | 112:0:118                     | 1948           |
| 35  | Regierung Erlander II        | 1. Oktober 1951    | Tage Erlander (S)                   | S, B             | 142:0:88                      |                |
| 35  | Regierung Erlander II        | 1. Oktober 1951    | Tage Erlander (S)                   | S, B             | 136:0:94                      | 1952           |
| 35  | Regierung Erlander II        | 1. Oktober 1951    | Tage Erlander (S)                   | S, B             | 125:0:106                     | 1956           |
| 36  | Regierung Erlander III       | 31. Oktober 1957   | Tage Erlander (S)                   | S                | 106:0:124                     |                |
| 36  | Regierung Erlander III       | 31. Oktober 1957   | Tage Erlander (S)                   | S                | 111:0:120                     | 1958           |
| 36  | Regierung Erlander III       | 31. Oktober 1957   | Tage Erlander (S)                   | S                | 114:0:118                     | 1960           |
| 36  | Regierung Erlander III       | 31. Oktober 1957   | Tage Erlander (S)                   | S                | 113:0:120                     | 1964           |
| 36  | Regierung Erlander III       | 31. Oktober 1957   | Tage Erlander (S)                   | S                | 125:0:108                     | 1968           |
| 37  | Regierung Palme I            | 14. Oktober 1969   | Olof Palme (S)                      | S                | 125:0:108                     |                |
| 37  | Regierung Palme I            | 14. Oktober 1969   | Olof Palme (S)                      | S                | 163:0:187                     | 1970           |
| 37  | Regierung Palme I            | 14. Oktober 1969   | Olof Palme (S)                      | S                | 156:0:194                     | 1973           |
| 38  | Regierung Fälldin I          | 8. Oktober 1976    | Thorbjörn Fälldin (C)               | C, M, FP         | 180:0:169                     | 1976           |
| 39  | Regierung Ullsten            | 18. Oktober 1978   | Ola Ullsten (FP)                    | FP               | 39:0:310                      |                |
| 40  | Regierung Fälldin II         | 12. Oktober 1979   | Thorbjörn Fälldin (C)               | M, C, FP         | 175:0:174                     | 1979           |
| 41  | Regierung Fälldin III        | 22. Mai 1981       | Thorbjörn Fälldin (C)               | C, FP            | 102:0:247                     |                |
| 42  | Regierung Palme II           | 8. Oktober 1982    | Olof Palme (S)                      | S                | 166:0:184                     | 1982           |
| 42  | Regierung Palme II           | 8. Oktober 1982    | Olof Palme (S)                      | S                | 159:0:191                     | 1985           |
| 43  | Regierung Carlsson I         | 12. März 1986      | Ingvar Carlsson (S)                 | S                | 159:0:191                     |                |
| 43  | Regierung Carlsson I         | 12. März 1986      | Ingvar Carlsson (S)                 | S                | 156:0:194                     | 1988           |
| 44  | Regierung Carlsson II        | 27. Februar 1990   | Ingvar Carlsson (S)                 | S                | 156:0:194                     |                |
| 45  | Regierung Carl Bildt         | 4. Oktober 1991    | Carl Bildt (M)                      | M, FP, C, KDS    | 170:0:179                     | 1991           |
| 46  | Regierung Carlsson III       | 7. Oktober 1994    | Ingvar Carlsson (S)                 | S                | 161:0:188                     | 1994           |
| 47  | Regierung Persson            | 22. März 1996      | Göran Persson (S)                   | S                | 161:0:188                     |                |
| 47  | Regierung Persson            | 22. März 1996      | Göran Persson (S)                   | S, (V, MP)       | 131:59:159                    | 1998           |
| 47  | Regierung Persson            | 22. März 1996      | Göran Persson (S)                   | S, (V, MP)       | 144:47:158                    | 2002           |
| 48  | Regierung Reinfeldt          | 6. Oktober 2006    | Fredrik Reinfeldt (M)               | M, C, FP, KD     | 178:0:171                     | 2006           |
| 48  | Regierung Reinfeldt          | 6. Oktober 2006    | Fredrik Reinfeldt (M)               | M, C, FP, KD     | 173:0:176                     | 2010           |
| 49  | Regierung Löfven I           | 3. Oktober 2014    | Stefan Löfven (S)                   | S, MP, (V)       | 138:21:190                    | 2014           |
| 50  | Regierung Löfven II          | 21. Januar 2019    | Stefan Löfven (S)                   | S, MP, (C, V, L) | 116:79:154                    | 2018           |
| 51  | Regierung Löfven III         | 9. Juli 2021       | Stefan Löfven (S)                   | S, MP, (C, V)    | 116:59:174                    |                |
| 52  | Regierung Andersson          | 30. November 2021  | Magdalena Andersson (S)             | S, (C, V, MP)    | 100:75:174                    |                |
| 53  | Regierung Kristersson        | 18. Oktober 2022   | Ulf Kristersson (M)                 | M, KD, L, (SD)   | 103:73:173                    | 2022           |